# Alfred Plé
Alfred Plé (ur. 9 stycznia 1888 w Paryżu, zm. 4 marca 1980 w Limeil-Brévannes) – francuski wioślarz, brązowy mistrz olimpijski.
Wystąpił na igrzyskach olimpijskich w Antwerpii w 1920, gdzie razem z Gastonem Giranem zdobył brązowy medal w dwójkach podwójnych. W finale Francuzi przegrali z Amerykanami w składzie: John Kelly i Paul Costello oraz Włochami w składzie: Erminio Dones i Pietro Annoni. Został też zgłoszony do startu w tej samej konkurencji podczas igrzysk olimpijskich w Paryżu w 1924, jednak ostatecznie nie wystąpił. 
Ponadto wywalczył w dwójkach podwójnych złoty medal na mistrzostwach Europy w Mâcon (1920) i srebrny na mistrzostwach Europy w Zurychu (1924). 
W trakcie kariery reprezentował barwy klubu Société Nautique de la Marne.